# Diadegma boreale
Diadegma boreale là một loài tò vò trong họ Ichneumonidae.